# Kombinációs kűr szinkronúszás a 2013-as úszó-világbajnokságon
A szinkronúszás kombinációs kűrt a 2013-as úszó-világbajnokságon július 21-én és 27-én rendezték meg. Előbb a selejtezőt, 6 nappal később a döntőt.

## Érmesek
| Arany | Ezüst | Bronz |
| Oroszország · Vlada Chigireva · Mikhaela Kalancha · Daria Korobova · Anisya Olkhova · Alexandra Patskevich · Elena Prokofyeva · Alla Shishkina · Maria Shurochkina · Anzhelika Timanina · Alexandra Zueva · Svetlana Kolesnichenko (tartalék) | Spanyolország · Clara Basiana · Alba María Cabello · Ona Carbonell · Margalida Crespí · Thaïs Henríquez · Paula Klamburg · Sara Levy · Meritxell Mas · Laia Pons · Cristina Salvador · Clara Camacho (tartalék) · Irene Montrucchio (tartalék) | Ukrajna · Lolita Ananasova · Maryna Golyadkina · Olena Grechykhina · Ganna Klymenko · Kateryna Reznik · Oleksandra Sabada · Kateryna Sadurska · Anastasiya Savchuk · Anna Voloshyna · Olha Zolotarova · Vira Golubova (tartalék) · Dana-Mariia Klymenko (tartalék) |

## Eredmény
Zölddel kiemelve a döntőbe jutottak
| Helyezés  | Nemzetiség | Selejtező | Selejtező | Döntő     | Döntő    |
| Helyezés  | Nemzetiség | Pont      | helyezés  | Pont      | Helyezés |
| --------- | ---------- | --------- | --------- | --------- | -------- |
| Aranyérem | RUS        | 96.740    | 1         | 97.060    | 1        |
| Ezüstérem | ESP        | 94.040    | 2         | 94.620    | 2        |
| Bronzérem | UKR        | 92.860    | 3         | 93.350    | 3        |
| 4         | JPN        | 91.590    | 4         | 92.020    | 4        |
| 5         | CAN        | 91.280    | 5         | 90.410    | 5        |
| 6         | ITA        | 89.030    | 6         | 89.550    | 6        |
| 7         | GRE        | 87.470    | 7         | 86.850    | 7        |
| 8         | FRA        | 87.080    | 8         | 86.820    | 8        |
| 9         | MEX        | 84.240    | 9         | 84.530    | 9        |
| 10        | PRK        | 83.790    | 10        | 83.560    | 10       |
| 11        | SUI        | 82.420    | 12        | 82.310    | 11       |
| 12        | NED        | 83.220    | 11        | 82.070    | 12       |
| 16.5      | H09.5      |           |           | 00:55.635 | O        |
| 13        | BLR        | 79.580    | 13        |           |          |
| 14        | KAZ        | 78.600    | 14        |           |          |
| 15        | MAC        | 69.950    | 16        |           |          |
| 16        | NZL        | 68.600    | 16        |           |          |
| 17        | THA        | 58.730    | 17        |           |          |